# ジョゼフ・ボダン・ド・ボワモルティエ

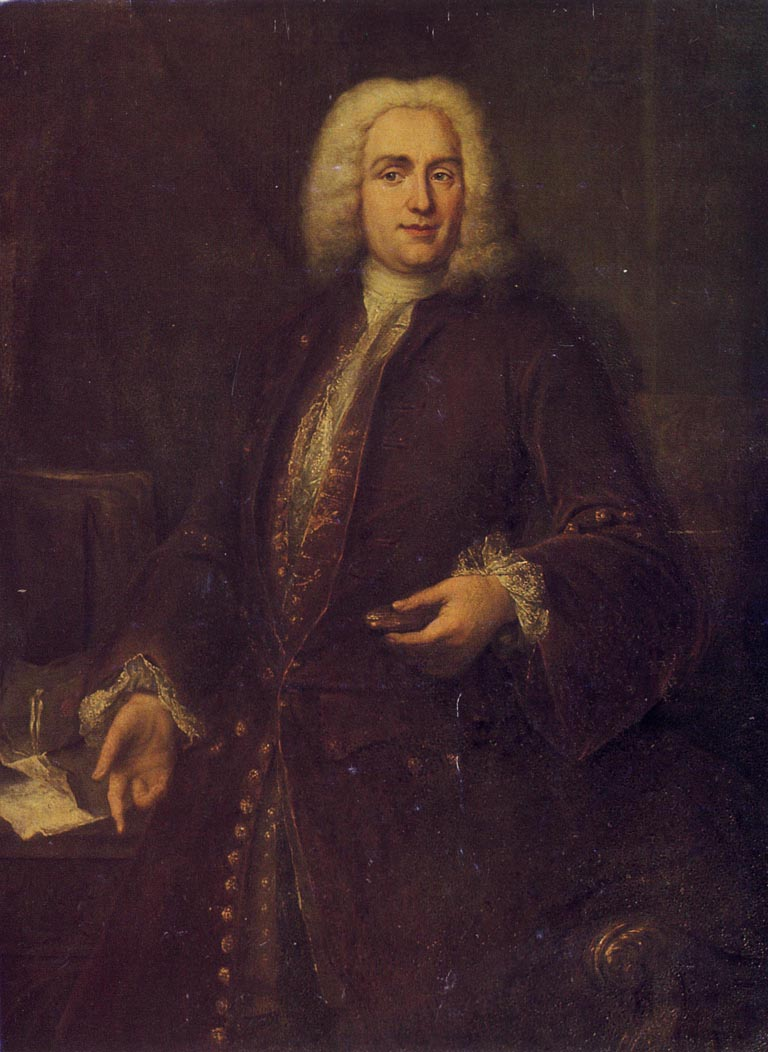
ジョゼフ・ボダン・ド・ボワモルティエ

ジョゼフ・ボダン・ド・ボワモルティエ（Joseph Bodin de Boismortier, 1689年12月23日 ロレーヌのティオンヴィル - 1755年10月28日 ロワシー＝アン＝ブリ）はフランス盛期バロック音楽の作曲家。器楽曲、カンタータ、オペラ・バレ、声楽曲と幅広いジャンルを手懸けただけでなく、庇護者なしで、新作の創作とその出版のみによって生計を立てることのできた、最初のフリーランスの作曲家である。ジャン＝フィリップ・ラモーと並んで、ロココ時代の音楽趣味を担った一人である。

## 生涯

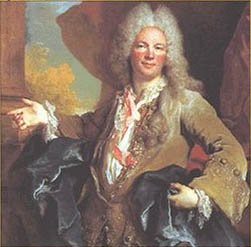
ジョゼフ・ボダン・ド・ボワモルティエ

家族とともにメスに移り、その地でモテット作曲家のジョゼフ・ヴァレット・ド・モンティニーに音楽教育を受ける。その後1713年にモンティニーを追ってペルピニャンに移り、王立専売公社でタバコ製造に携わる。マリー・ヴァレットと結婚。マリー夫人はモンティニーの親戚で、その父親は豊かな金細工商だった。
出版活動を始めるとパリで評価されるようになり、1724年に夫婦でパリに上京して、桁外れの作曲に打ち込み、様々な器楽曲や声楽曲、劇音楽に着手する。ボワモルティエは多作家で、1747年になるまでに、器楽伴奏つきのくさぐさの声楽作品だけでも、ゆうに100曲を出版している。ボワモルティエは、とりわけ声楽曲がいたって人気の的となり、経済的な支援者なしで財を築いた。
ボワモルティエは、イタリアのコンチェルト形式を消化した最初のフランス人作曲家である。フランス風の、独奏楽器を選択できる協奏曲を最初に作曲したのもボワモルティエである（《ヴィオロンセル、ヴィオールまたはバッソンのための協奏曲》1729年）。ボワモルティエは、フルートのために数多くの作品を作曲しただけでなく、フルート教則本も執筆した（ただし現在は散逸）。現在もしばしば演奏される作品は、《セレナーデ（またはサンフォニー）第2番 Deuxieme Serenade Ou Simphonie》である。

## 評価
音楽理論家ジャン＝バンジャマン・ドラボルドは、1780年に自著『古今音楽試論 Essai sur la musique ancienne et moderne』の中で、ボワモルティエについて次のように述べている。「ボワモルティエに幸あれ！ 彼のペンはいともたやすく楽曲をふんだんに生み出したのだから。」
こうした批評に対して、ボワモルティエは次のように答えるのが常であったという。「私はね、儲けさせてもらっていますよ。」

## 主要作品
- 声楽作品・舞台作品
  - カンタータ《四季 Les Quatre Saisons》（1724年）
  - 小カンタータ《淑女たち Les Gentillesses》
  - オペラ・バレ《キューピッドの旅 Les Voyages de l'Amour》（1736年）
  - コミック・バレ《大公妃邸のドンキホーテ Don Quichotte chez la duchesse》（1743年）
  - オペラ・バレ《ダフニスとクロエ Daphnis et Chloé》（1747年）
  - 《ダフネ Daphné》（1748年）
  - 《世界の4つの部分 Les Quatre Parties du Monde》（1752年）
- 器楽曲
  - ボワモルティエ氏のクラヴサン曲集（組曲）第4巻 作品59 Cinquante-neuvieme Oeuvre de M.Boismortier, Contenant Quatre Suites de Pieces de Clavecin
  - 協奏曲
  - ソナタ